# Митков, Никола
Никола Митков (род. 18 декабря 1971) — македонский шахматист, гроссмейстер (1993).

## Шахматная карьера
Участник 2-х чемпионатов мира среди юниоров (1990—1991) и 20-го чемпионата Европы среди юниоров (1990/1991) в г. Арнеме.
В составе сборной Югославии серебряный призёр Балканиады среди юношей (1990) в г. Кавале. Также завоевал серебряную медаль в индивидуальном зачёте (играл на 4-й доске).
В составе сборной Македонии участник следующих соревнований:
- 10 олимпиад (1994—2010, 2014);

- 5-й командный чемпионат мира (2001) в Ереване (играл на 1-й доске);

- 6 командных чемпионатов Европы (1997—2003, 2007—2009).

Участник 2-го личного чемпионата Европы (2001) в г. Охриде.
Участник 4-х Кубков европейских клубов (1999—2002). В 2000 году, играя на 1-й доске в составе португальской команды «Boavista Porto», завоевал бронзовую медаль в личном зачёте.
В 1997 году принял участие в 41-м клубном чемпионате Испании по шахматам в составе команды «El Olivar Zaragoza».

## Изменения рейтинга
| Графики недоступны из-за технических проблем. См. информацию на Фабрикаторе и на mediawiki.org. |